# Пшидвожиці
Пшидвожиці (пол. Przydworzyce) — село в Польщі, у гміні Маґнушев Козеницького повіту Мазовецького воєводства.
Населення — 302 особи (2011).
У 1975-1998 роках село належало до Радомського воєводства.

## Демографія
Демографічна структура станом на 31 березня 2011 року:
|          | Загалом | Допрацездатний вік | Працездатний вік | Постпрацездатний вік |
| -------- | ------- | ------------------ | ---------------- | -------------------- |
| Чоловіки | 160     | 39                 | 104              | 17                   |
| Жінки    | 142     | 29                 | 83               | 30                   |
| Разом    | 302     | 68                 | 187              | 47                   |